# Aiguille Grive
De Aiguille Grive is een 2733 meter hoge berg in het Franse departement Savoie, op de grens van de gemeenten Landry en Peisey-Nancroix. De berg behoort tot de Vanoise, deel van de Grajische Alpen. De Aiguille Grive vormt het hoogste punt van een noord-zuid-georiënteerde bergkam die ook de Aiguille Rousse (2488 m), Arpette (2413 m), Pointe du Petit Fond Blanc (2497 m) en Pointe des Fours (2469 m) omvat. In de wintermaanden wordt er geskied op haar flanken, deel van het wintersportgebied Les Arcs/Peisey-Vallandry. Zo'n 500 meter ten oosten van de top bevindt zich de bergpas Col de la Chal, waar verschillende skiliften aankomen.

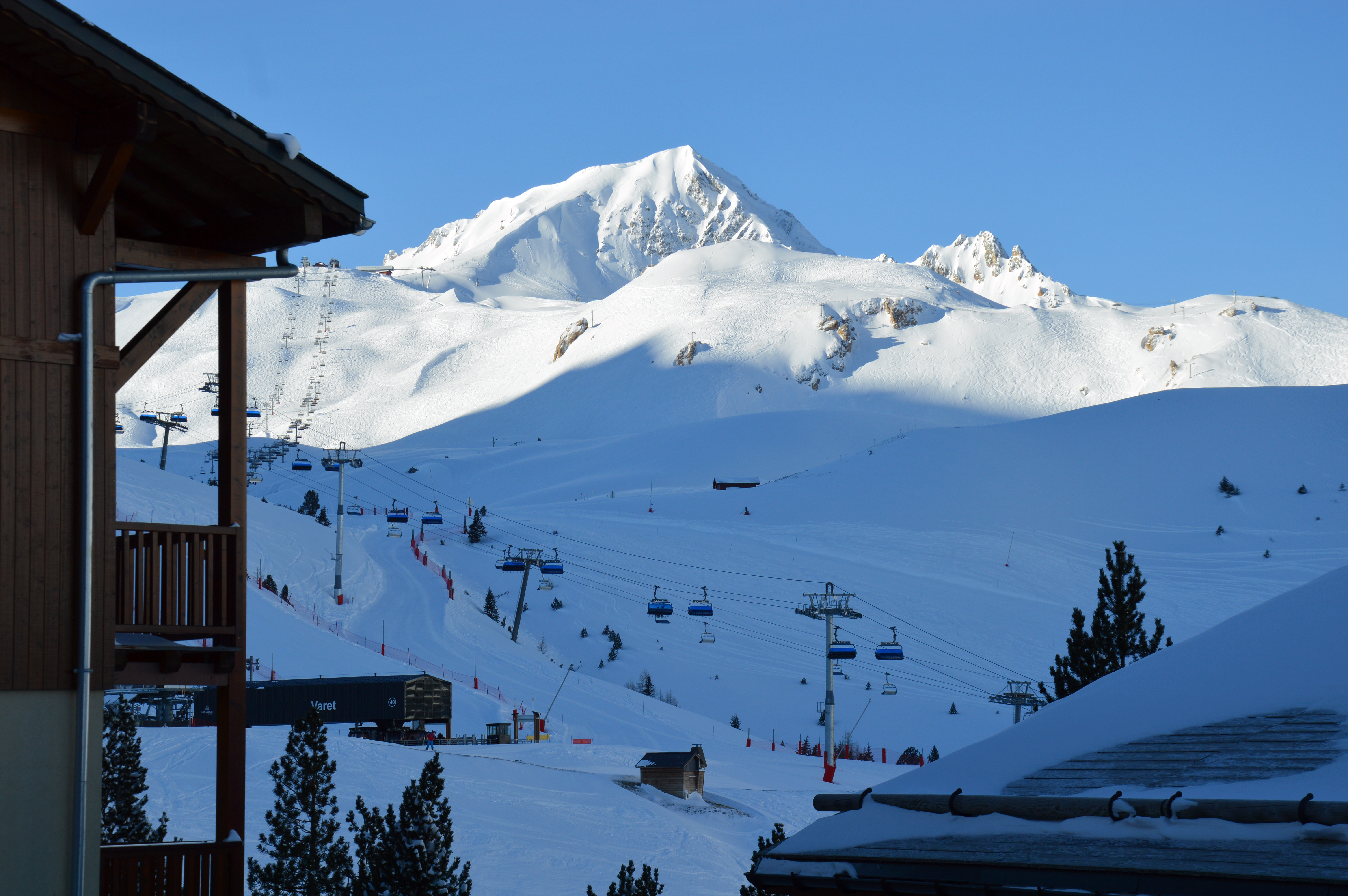
Zicht op de Aiguille Grive en Roc du Grand Renard (rechts) vanaf Arc 2000 in het noordoosten
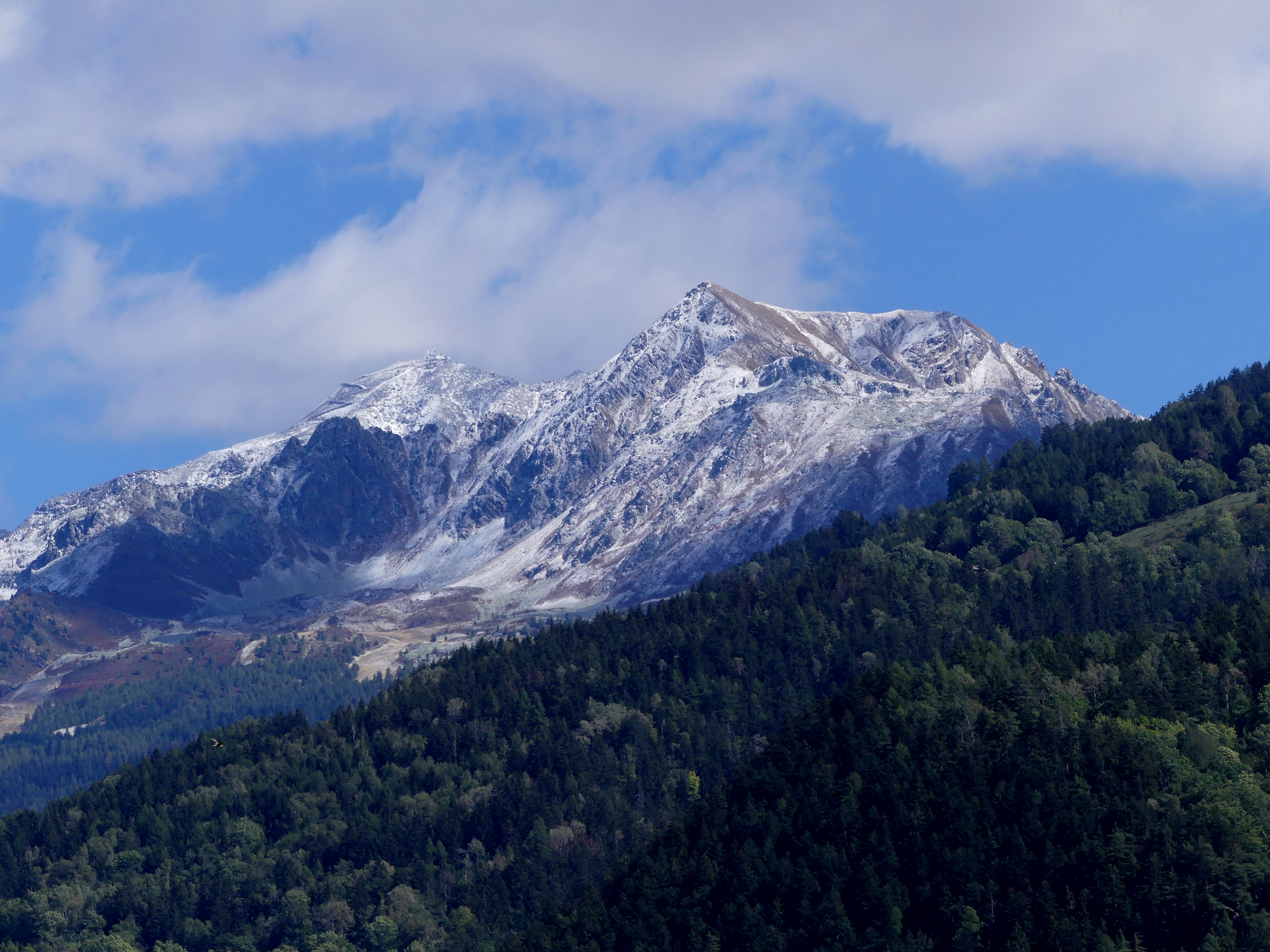
Eerste sneeuw op de Aiguille Grive en Roc du Grand Renard (links), met daarachter de Aiguille Rouge, gezien vanaf de Tarentaisevallei